# Aeropuerto Internacional Astor Piazzolla
El Aeropuerto Internacional Astor Piazzolla (FAA: MDP - IATA: MDQ - OACI: SAZM), es un aeropuerto que se encuentra ubicado en la localidad de Mar del Plata, a unos 7 km hacia el norte del centro, en la provincia de Buenos Aires. A 1400 metros de la cabecera 13, se encuentra la línea de ferrocarril que une la ciudad de Buenos Aires con la ciudad de Mar del Plata. Este aeropuerto es sede de la Base Aérea Militar Mar del Plata de la Fuerza Aérea Argentina.
Recibe el código MDQ porque el código MDP –más acorde al nombre de la ciudad– es utilizado para el aeropuerto de Mindiptana, en Indonesia.

## Accesos
Su dirección es Autovía 2 km 398,5 (B7612) y sus coordenadas son latitud 37° 56' 04" S y longitud 57° 34' 24" O.
El único acceso al aeropuerto es desde la Autovía 2 que une a Mar del Plata con Buenos Aires. La rotonda de acceso se ubica apenas a 2.000 m de la rotonda de la avenida Constitución, a unos 9 km del centro de la ciudad.

## Características
El área total del predio es de 436 ha aproximadamente, de las cuales 198 pertenecen a la concesión. Su categoría OACI es 4D.
- Horario de Operación: 24 h Aeropuerto Internacional Pista de Aterrizaje - Aeropuerto Internacional Astor Piazzolla.

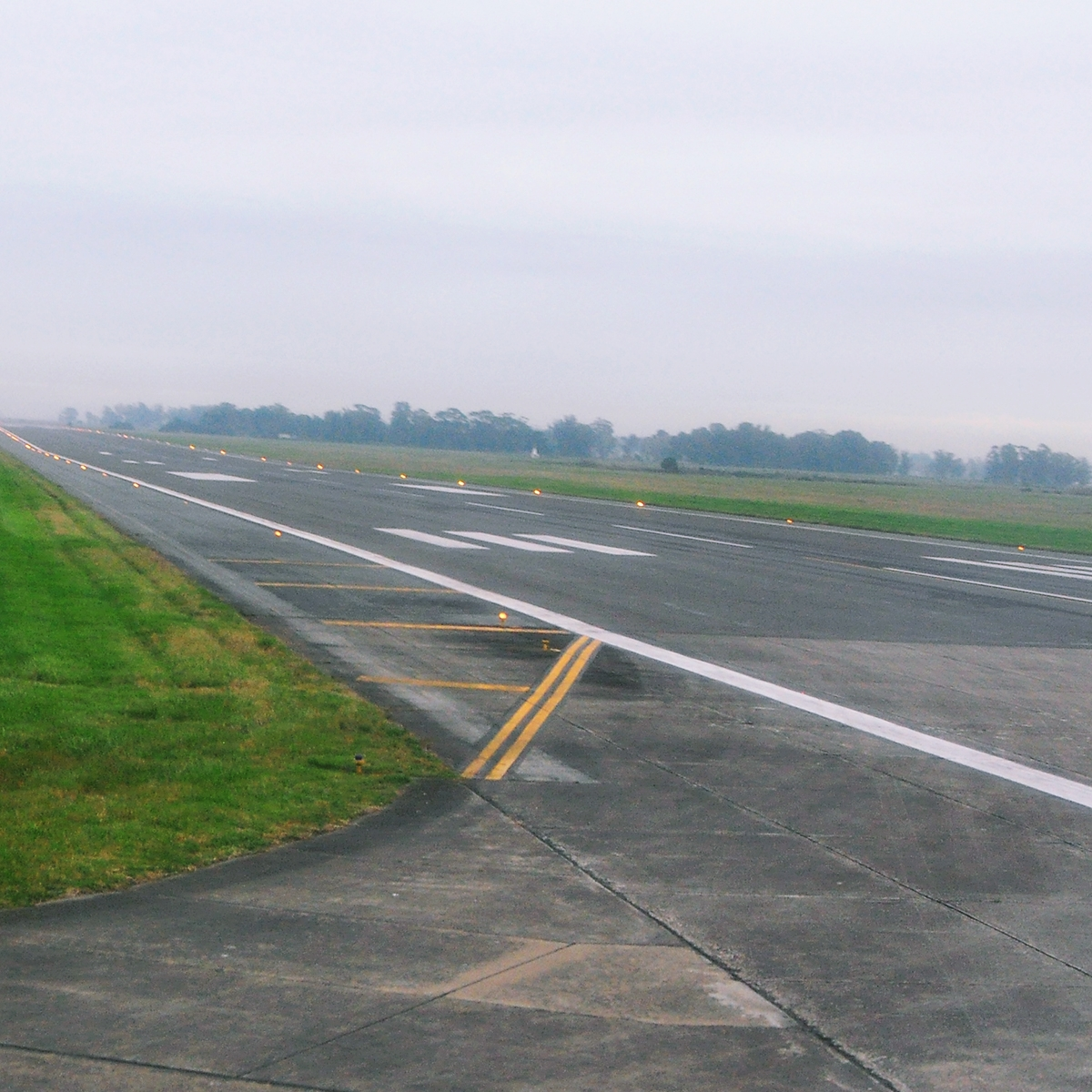
Pista de Aterrizaje - Aeropuerto Internacional Astor Piazzolla.

- Pista: 13/31 2200 m x 45 m asfalto
- Calles de Rodaje: 35,000 m²
- Plataformas: 32,500 m²
- Aeroestación: 3.740 m²
- Hangares: 5,180 m²
- Cargas: 3,030 m²
- Estacionamiento vehicular: 1,2 ha (325 vehículos)
- Categoría de Sanidad: 4

## Historia
En el año 1948, durante el primer gobierno de Juan Domingo Perón el Comando en Jefe de la Aeronáutica Argentina, vio la incipiente actividad aérea en Mar del Plata y entonces decide enviar el primer grupo de hombres que, compartiendo las instalaciones con el Aero Club Mar del Plata, formarían la Base Aérea Militar Mar del Plata y el actual aeropuerto. El 15 de febrero de 1952, por Decreto Ley n.º 3114 del Poder Ejecutivo Nacional, se creó el Destacamento Aeronáutico Mar del Plata
El edificio terminal actual se construyó en 1978, con motivo de celebrarse la Copa Mundial de Fútbol. En 1994, también debido a un evento deportivo como fueron los Juegos Panamericanos de 1995, se realizó una ampliación de la terminal y con esto se obtuvo la superficie total que ocupa hoy en día.
El 20 de octubre de 1998, la empresa Aeropuertos Argentina 2000 se hizo cargo de la concesión.
Durante la Cumbre de las Américas con sede en la ciudad durante el mes de noviembre de 2005, y debido al arribo de importantes mandatarios en sus respectivos aviones presidenciales, el aeropuerto fue totalmente renovado y la pista fue ampliada para permitir el aterrizaje de aviones de gran porte, como así también sometida a un bacheo integral, y la terminal fue íntegramente renovada en un 80 por ciento. Actualmente se trabaja para ampliar sus instalaciones con la renovación y ampliación de la terminal de pasajeros..

## Nombre
Desde marzo de 1995 y hasta el 20 de agosto de 2008 el nombre oficial del aeropuerto fue Aeropuerto Internacional Brigadier General "Bartolomé de la Colina", que hacía mención al organizador de la Fuerza Aérea Argentina en tiempos en que sólo existían la Aviación Naval y la Aviación del Ejército. El Brigadier de la Colina fue el primer Secretario de Aeronáutica de la Nación. Su nombre fue reemplazado por "Astor Piazzolla", en homenaje al bandoneonista y compositor nacido en Mar del Plata. La ceremonia fue presidida por la presidente Cristina Fernández de Kirchner.

## Aerolíneas y destinos
| Destinos regulares      | Nombre del aeropuerto                                    | Aerolíneas                                        | Avión                                       | Frecuencias semanales                           |
| ----------------------- | -------------------------------------------------------- | ------------------------------------------------- | ------------------------------------------- | ----------------------------------------------- |
| Argentina               |                                                          |                                                   |                                             |                                                 |
| Bahía Blanca            | Aeropuerto Comandante Espora                             | Aerolíneas Argentinas LADE                        | E-190AR F28                                 | 3                                               |
| Buenos Aires            | Aeroparque Jorge Newbery                                 | Aerolíneas Argentinas LADE Flybondi (Estacional)  | E-190AR, B 737-700, B 737-800 F28 B 737-800 | 22 30 Temporada de verano                       |
| Buenos Aires            | Aeropuerto Internacional Ministro Pistarini              | Aerolíneas Argentinas Flybondi (Estacional)       | E-190AR, B 737-700, B 737-800               | Sin frecuencia definida                         |
| Comodoro Rivadavia      | Aeropuerto Internacional General Enrique Mosconi         | Aerolíneas Argentinas (Vía BHI y REL)             | E-190AR                                     | 2                                               |
| Córdoba                 | Aeropuerto Internacional Ingeniero Ambrosio Taravella    | Aerolíneas Argentinas                             | E-190AR, B 737-800                          | 3 5 Temporada de verano                         |
| Mendoza                 | Aeropuerto Internacional Gobernador Francisco Gabrielli  | Aerolíneas Argentinas                             | E-190AR                                     | 2 5 Temporada de verano                         |
| Río Gallegos            | Aeropuerto Internacional Piloto Civil Norberto Fernández | Aerolíneas Argentinas (Vía BHI, REL y CRD)        | E-190AR                                     | 2                                               |
| Rosario                 | Aeropuerto Internacional Rosario Islas Malvinas          | Aerolíneas Argentinas (Estacional)                | E-190AR                                     | 3 Temporada de verano                           |
| San Carlos de Bariloche | Aeropuerto Internacional Teniente Luis Candelaria        | LADE (Vía BHI) Aerolíneas Argentinas (Estacional) | F28 B737-700, B737-800                      | 1 2 Temporada de invierno                       |
| San Miguel de Tucumán   | Aeropuerto Internacional Teniente Benjamín Matienzo      | Aerolíneas Argentinas (Estacional)                | E-190AR                                     | 2 Pre-temporada de verano 4 Temporada de verano |
| Trelew                  | Aeropuerto Almirante Marco Andrés Zar                    | Aerolíneas Argentinas (Vía BHI)                   | E-190AR                                     | 2                                               |

## Tráfico y estadísticas

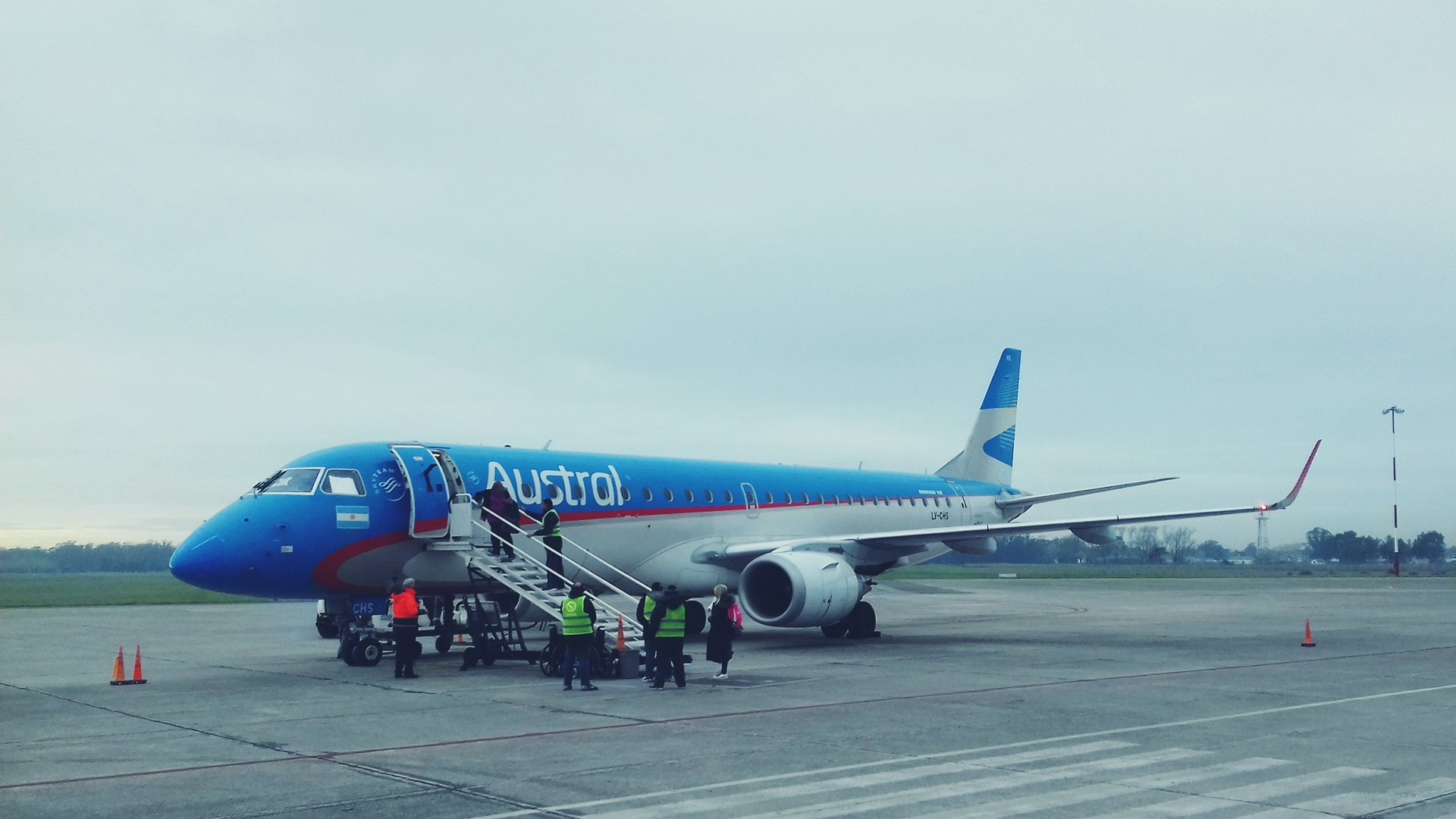
Embraer 190 de Austral Líneas Aéreas procedente desde Aeroparque Jorge Newbery.

### Evolución del tráfico de pasajeros
| \| 2018 \| 15 \| 453.496 \| +50,32 \| 9 \| 7.622 \| +9,01 \| S/D \| S/D \| S/D \| \| 2017 \| 17 \| 301.684 \| +32,7 \| 10 \| 6.992 \| +15,77 \| 18 \| 170 \| +120,8 \| \| 2016 \| 20 \| 204.931 \| +1,8 \| 15 \| 5.889 \| -20,0 \| 25 \| 77 \| -13,5 \| \| 2015 \| 18 \| 201.289 \| +42,1 \| 12 \| 7.356 \| +9,3 \| 25 \| 89 \| +1680 \| \| 2014 \| 21 \| 141.620 \| -0,0 \| 12 \| 6.727 \| +2,3 \| 29 \| 5 \| -75 \| \| 2013 \| 20 \| 141.918 \| +15,4 \| 13 \| 6.571 \| +8,3 \| 26 \| 20 \| -57,53 \| \| 2012 \| 20 \| 122.915 \| +17,3 \| 13 \| 6.066 \| +5,7 \| 25 \| 47 \| -4,1 \| \| 2011 \| 20 \| 104.774 \| -14,7 \| 15 \| 5.734 \| -8,1 \| 25 \| 49 \| -82,2 \| \| 2010 \| 18 \| 122.939 \| +10,9 \| 15 \| 6.238 \| +3,3 \| 15 \| 274 \| +188,4 \| \| 2009 \| 18 \| 110.855 \| +22,7 \| 15 \| 6.037 \| +1,3 \| 21 \| 95 \| -6,0 \| \| 2008 \| 16 \| 90.328 \| -18,3 \| 15 \| 5.955 \| +13,0 \| 22 \| 101 \| -24,1 \| \| 2007 \| 17 \| 110.565 \| -30,7 \| 16 \| 5.267 \| -3,5 \| 19 \| 133 \| -59,4 \| \| 2006 \| 15 \| 159.682 \| -15,1 \| 14 \| 5.456 \| -15,7 \| 18 \| 327 \| -34,8 \| \| 2005 \| 15 \| 188.074 \| -5,8 \| 12 \| 6.320 \| -2,9 \| 15 \| 501 \| -1,6 \| \| 2004 \| 14 \| 198.346 \| -6,4 \| 14 \| 6.506 \| -16,7 \| 13 \| 509 \| 36,4 \| \| 2003 \| 13 \| 212.424 \| -12,5 \| 7 \| 7.810 \| -17,5 \| 16 \| 373 \| +28,1 \| \| 2002 \| 12 \| 242.744 \| -19,5 \| 9 \| 9.460 \| -3,9 \| 16 \| 291 \| -0,0 \| \| 2001 \| 11 \| 298.042 \| S/D \| 11 \| 9.841 \| S/D \| 16 \| 292 \| S/D \| \| Fuente: ORSNA[9] \| \| \| \| \| \| \| \| \| \| |          |           |                      |          |             |                      |          |              |                      |
| Año | Posición | Pasajeros | Incremento anual (%) | Posición | Operaciones | Incremento anual (%) | Posición | Carga (Tons) | Incremento anual (%) |
| 2018 | 15       | 453.496   | +50,32               | 9        | 7.622       | +9,01                | S/D      | S/D          | S/D                  |
| 2017 | 17       | 301.684   | +32,7                | 10       | 6.992       | +15,77               | 18       | 170          | +120,8               |
| 2016 | 20       | 204.931   | +1,8                 | 15       | 5.889       | -20,0                | 25       | 77           | -13,5                |
| 2015 | 18       | 201.289   | +42,1                | 12       | 7.356       | +9,3                 | 25       | 89           | +1680                |
| 2014 | 21       | 141.620   | -0,0                 | 12       | 6.727       | +2,3                 | 29       | 5            | -75                  |
| 2013 | 20       | 141.918   | +15,4                | 13       | 6.571       | +8,3                 | 26       | 20           | -57,53               |
| 2012 | 20       | 122.915   | +17,3                | 13       | 6.066       | +5,7                 | 25       | 47           | -4,1                 |
| 2011 | 20       | 104.774   | -14,7                | 15       | 5.734       | -8,1                 | 25       | 49           | -82,2                |
| 2010 | 18       | 122.939   | +10,9                | 15       | 6.238       | +3,3                 | 15       | 274          | +188,4               |
| 2009 | 18       | 110.855   | +22,7                | 15       | 6.037       | +1,3                 | 21       | 95           | -6,0                 |
| 2008 | 16       | 90.328    | -18,3                | 15       | 5.955       | +13,0                | 22       | 101          | -24,1                |
| 2007 | 17       | 110.565   | -30,7                | 16       | 5.267       | -3,5                 | 19       | 133          | -59,4                |
| 2006 | 15       | 159.682   | -15,1                | 14       | 5.456       | -15,7                | 18       | 327          | -34,8                |
| 2005 | 15       | 188.074   | -5,8                 | 12       | 6.320       | -2,9                 | 15       | 501          | -1,6                 |
| 2004 | 14       | 198.346   | -6,4                 | 14       | 6.506       | -16,7                | 13       | 509          | 36,4                 |
| 2003 | 13       | 212.424   | -12,5                | 7        | 7.810       | -17,5                | 16       | 373          | +28,1                |
| 2002 | 12       | 242.744   | -19,5                | 9        | 9.460       | -3,9                 | 16       | 291          | -0,0                 |
| 2001 | 11       | 298.042   | S/D                  | 11       | 9.841       | S/D                  | 16       | 292          | S/D                  |
| Fuente: ORSNA |          |           |                      |          |             |                      |          |              |                      |

| Ranking | Ciudad                               | Pasajeros (2017) | Pasajeros (2018) | Pasajeros (2019) | Variación | Aerolíneas |
| ------- | ------------------------------------ | ---------------- | ---------------- | ---------------- | --------- | --- |
| 1       | Buenos Aires (Aeroparque), Argentina | 181.794          | 323.673          | 258.043          | -20,28    | Aerolíneas Argentinas Andes Líneas Aéreas (Finalizó en marzo de 2018) Austral Líneas Aéreas Avianca Argentina (Finalizó en junio de 2019) LADE (Interrumpió operaciones en noviembre de 2017) |
| 2       | Buenos Aires (Ezeiza), Argentina     | 36.140           | 47.561           | 42.098           | -11,49    | Austral Líneas Aéreas |
| 3       | Córdoba, Argentina                   | 10.984           | 20.466           | 33.922           | +65,75    | Austral Líneas Aéreas |
| 4       | Bahía Blanca, Argentina              | 24.151           | 37.691           | 28.428           | -24,58    | Austral Líneas Aéreas LASA (Finalizó en noviembre de 2018) |
| 5       | San Miguel de Tucumán, Argentina     | 7.397            | 7.594            | 7.164            | -5,66     | Austral Líneas Aéreas |
| 6       | Mendoza, Argentina                   | 4.922            | 6.461            | 6.427            | -0,53     | Austral Líneas Aéreas |
| 7       | Rosario, Argentina                   | 4.410            | 5.678            | 3.785            | -33       | Austral Líneas Aéreas |

### Aerolíneas y destinos que cesaron operaciones
- Andes Líneas Aéreas (Buenos Aires (Aeroparque)).
- Austral Líneas Aéreas (Santa Rosa, Viedma).
- Avianca Argentina (Buenos Aires (Aeroparque), Rosario, Santa Fe).
- LADE (El Calafate, Puerto Madryn, Río Gallegos, Ushuaia).
- LAPA (Buenos Aires (Aeroparque), Córdoba).
- LASA (Bahía Blanca, Neuquén, San Carlos de Bariloche, San Martín de los Andes, Santa Rosa).
- Sol Líneas Aéreas (Bahía Blanca, Buenos Aires (Aeroparque), Comodoro Rivadavia, Trelew).
- Southern Winds (Córdoba, Rosario).